# Токусацу

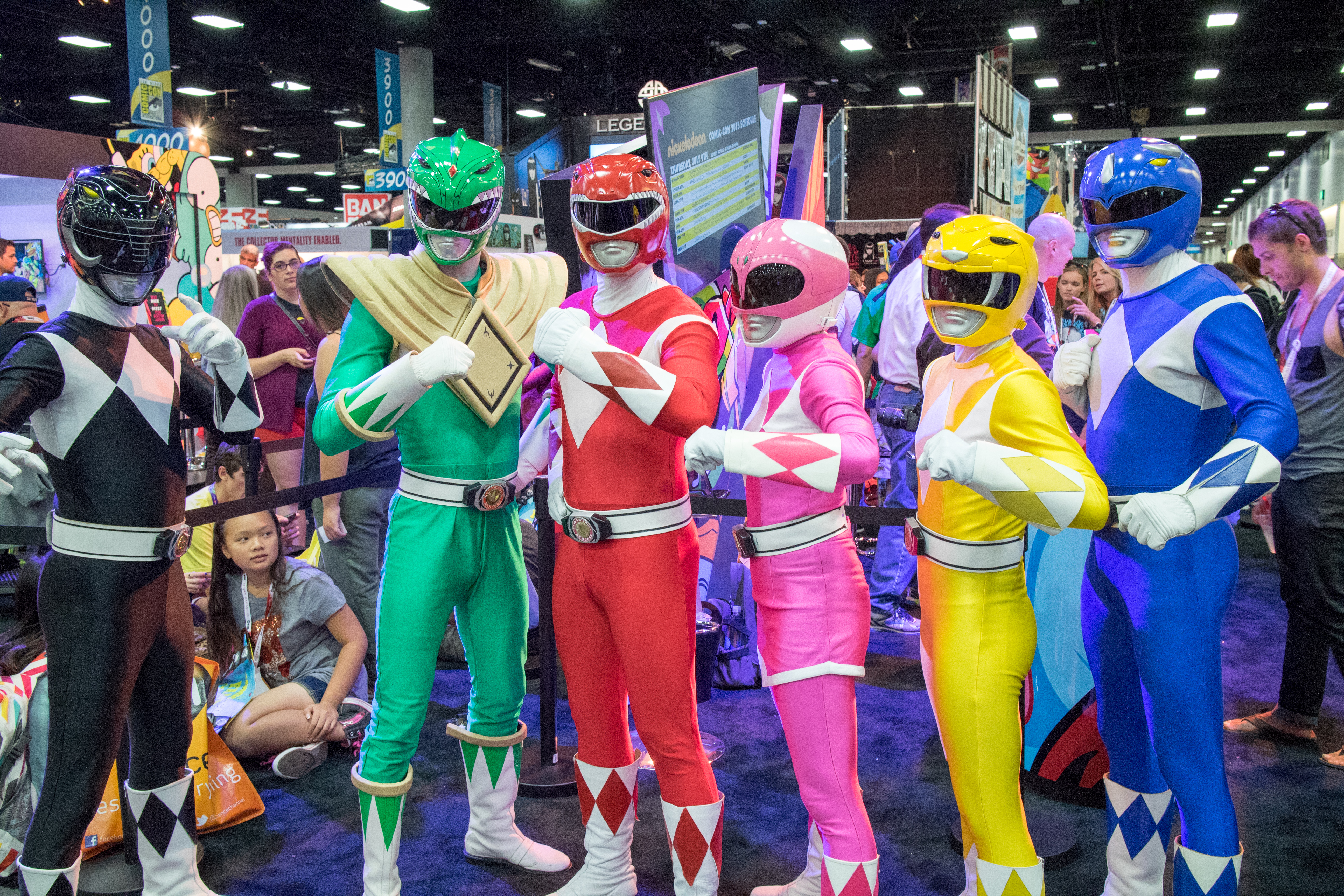
Персонажі токусацу-серіалу «Могутні Рейнджери» (косплей)

Токуса́цу (яп. 特 撮, букв. «Спецефекти») — кіножанр, що являє собою фантастичні історії з упором на спецефекти. У найпоширенішому (але неповному) значенні — фільми і серіали про супергероїв, які за допомогою особливих магічних або технологічних предметів перетворюються за своїм бажанням з форми людини в форму супергероя (зазвичай в закритому чи напівзакритому костюмі). Виник в 50-і роки XX століття в Японії, де залишається найпоширенішим. Токусацу також знімається в Китаї, США, Таїланді, Філіппінах і Бразилії.
Зазвичай класичний серіал у жанрі токусацу оповідає про те, як один або кілька героїв, що володіють якимись незвичайними здібностями, використовують свої сили для боротьби зі злом. Свої здібності герої отримують від спеціальних костюмів або високотехнологічних, або магічних предметів, або бувши перетвореними на кіборгів тощо. Сутички героїв з противниками наповнені сценами застосування бойових мистецтв, фантастичної зброї і магії (залежно від конкретного серіалу) і обставлені яскравими спецефектами. Частиною жанру є кайдзю — фільми про велетенських чудовиськ.

## Особливості токусацу
З-поміж інших жанрів кінематографу й телебачення токусацу виділяє низка характерних рис. Його основу складає видовищність, що досягається спецефектами, такими як піротехніка чи комп'ютерна графіка. Жанру притаманна умовність у зображенні подій, певна нереалістичність. Токусацу-серіали як правило мають багато сезонів, що володіють провідною тематикою, яка визначає сюжет і риси героїв. Наприклад, один сезон присвячений темі ніндзя, інший — звірів тощо. Супергерої в токусацу мають особливий прийом перетворення зі звичайної людини на супергероя — хеншін. На ньому постійно акцентується увага, а саме перетворення доволі тривале і відбувається зі спецефектами. Позитивні персонажі часто ідеалізовані, а зло абсолютизоване і не має чітких паралелей з реальністю (чужопланетяни, демони, мутанти). Персонажі діють у команді, де кожен має унікальний набір умінь і доповнює інших.

## Історія жанру
Залишається відкритим питання який фільм вважати першим токусацу. За однією з версій це «Super Giant» 1957-го року. Інші версії називають піонером жанру перший фільм про Годзиллу (1954-й рік).
Щодо токусацу, де герої перетворюються, використовуючи спеціальні засоби, то першим став серіал «Moonlight Mask» 1958-го року. 1966-го вийшов «Ultraman», який став одним з засновників сучасного супергеройського токусацу і вважається японському відповіддю Супермену. У 1971 стартував «Kamen Rider», численні сезони якого ніяк не пов'язані між собою, крім кросоверів між героями. 1975-го року почався «Super Sentai», націлений на сімейну аудиторію, нові сезони якого випускаються з того часу щорічно по сьогодні і є самостійними серіалами, майже не пов'язаними один з одним. З того часу токусацу представлені у вигляді серіалів в один або кілька сезонів, середня тривалість яких становить 36-52 епізодів. «Super Sentai» і «Kamen Rider» задали стандарти сучасного токусацу і породили більшість штампів, такі як ефектна фінальна атака, представлення героїв перед противниками (серіфу), поділ за кольорами, використання велетенських роботів. Формально жанр спочатку призначався для дітей, але поступово обріс піджанрами та окремими серіалами, які призначалися не тільки для дитячої аудиторії. Рівень натуралізму і жорстокості сильно різниться у різних випадках. Велика частина серіалів несе в собі прості повчання морального і етичного характеру, як в казках, але є і такі, що позиціонуються як жахи і серйозне кіно. З 1993-го року токусацу-серіали та повнометражні фільми регулярно виходять в США (в основному як адаптації японських серіалів, напр. «Power Rangers» та ін.), також в даний час свої власні проекти знімають в Китаї, Таїланді, Бразилії, Франції та Південній Кореї.

## Приклади токусацу

### Японські
- Giant Robo (яп. ジャイアントロボ)
- Ultraman (яп. ウルトラマン)
- Super Sentai Show (яп. スーパー戦隊シリーズ)
- Kamen Rider (яп. 仮面ライダーシリーズ)
- Metal Hero (яп. メタルヒーローシリーズ)
- Garo (яп. 牙狼)
- Tomica Hero Series (яп. トミカヒーローシリーズ)

### США
- Power Rangers
- Kamen Rider: Dragon Knight
- The Mystic Knights of Tir Na Nog (Франція/США)
- Captain Power and the Soldiers of the Future

### Китайські
- Armor Hero Emperor (鎧甲勇士)
- Jushen ZhanJiDui (巨神戰擊隊)

### Індонезійські
- Bima Satria Garuda